# Rio Curimataú
Rio Curimataú är ett vattendrag i Brasilien. Det ligger i den östra delen av landet, 1 700 km nordost om huvudstaden Brasília.
Omgivningarna runt Rio Curimataú är en mosaik av jordbruksmark och naturlig växtlighet. Runt Rio Curimataú är det ganska glesbefolkat, med 32 invånare per kvadratkilometer.